# Mihály Vajda
Mihály András Vajda, född 10 februari 1935 i Budapest, död 27 november 2023, var en ungersk filosof. Han var en av ursprungsmedlemmarna av Budapestskolan, som bestod av kolleger och elever till Georg Lukács. Vajda engagerade sig i Ungerns socialistiska arbetarparti, men uteslöts år 1973 då han ansågs hysa åsikter som var oförenliga med marxism–leninismen och partiets politiska program. Samma år avskedades Budapestskolans medlemmar från sina ämbeten och skolan upplöstes. Vajda blev år 1989 rehabiliterad och sedermera utnämnd till professor vid Debrecens universitet.